# Dieter Stein (Maler)
Dieter Stein (* 24. Januar 1924 in Würzburg; † 20. Dezember 2022 ebenda) war ein deutscher Zeichner und Maler.

## Leben
Dieter Stein wuchs in Würzburg auf. Er begann während seiner Schulzeit am Gymnasium mit dem Zeichnen und Aquarellieren nach der Natur unter Anleitung des Würzburger Malers Josef Versl. Nach Abschluss der Schule studierte er zunächst Medizin, entschied sich dann jedoch zum Kunststudium. Während seines mehrjährigen Studiums der Kunstgeschichte an der Universität Würzburg bei Emil Kieser ging er um 1948 zur Abstrakten Kunst über und widmete sich ab 1950 ganz der Malerei. Nach der Heirat mit seiner Frau Margarethe kamen 1950 und 1952 zwei Söhne, einer davon der spätere Veitshöchheimer Künstler Peter Stein, und 1960 eine Tochter zur Welt. Stein arbeitete nebenher als Hausmeister, seine Frau als Buchhalterin.
1952 oder 1955 erhielt Dieter Stein ein Stipendium des Kulturkreises im Bund der Deutschen Industrie, 1960/61 arbeitete er als Stipendiat der Villa Massimo in Rom. An der Volkshochschule Würzburg und Umgebung leitete er mehrere Jahre Zeichenkurse. Dieter Stein malte täglich bis ins hohe Alter. Er starb im Dezember 2022 und wurde am 10. Januar 2023 auf dem Waldfriedhof in Veitshöchheim beigesetzt.

## Werk
In den 1950er Jahren schuf Dieter Stein abstrakte Werke, die „von großen Farbflächen in poppigen Farben gekennzeichnet“ waren, die er „mit schwarzen Linien in Bündeln oder Spiralen“ übermalte. Nach seiner Stipendiatenzeit in der Villa Massimo in Rom 1960 wurden seine Werke „phantasievoller und vielfältiger“ und die von ihm gestalteten „flächigen Formen kleinteiliger, zerfallen zugunsten psychedelischer, seriell eingesetzter Farbverläufe“. Zwischen 1977 und 1997 entstanden in Zusammenarbeit mit dem Frankfurter Bildhauer Günther Berger umfangreiche Gruppen von Collagen. In seinem von ihm selbst in Anlehnung an Beethovens kleine Klavierstücke als „Bagatellen“ bezeichneten Spätwerk ab den 1990er Jahren dominierten wieder flächige Formen, für die er nur zwei Farben verwendete. Nachdem ihm in späteren Jahren das Malen in Öl zu mühsam geworden war, arbeitete er mit Buntstiften und Pastellkreiden. Im Unterschied zu den abstrakten Bildern blieben Steins Akt- und Porträtzeichnungen in Bleistift-, Feder- und Kugelschreiber sowie Radierungen gegenständlich.
Dieter Steins Werke befinden sich in öffentlichen Sammlungen, unter anderem im Museum im Kulturspeicher, der Städtischen Galerie Frankfurt, dem Kunst- und Literaturarchiv Kaiserswerth in Düsseldorf, dem Museum Pfalzgalerie Kaiserslautern, der Münchener Städtischen Galerie im Lenbachhaus, den Städtischen Sammlungen Schweinfurt, der Städtischen Galerie Würzburg, dem Städel Museum, im Museum Insel Hombroich und im Arp Museum Bahnhof Rolandseck. Von Dieter Steins Kunst-am-Bau-Arbeiten ist nur noch das Wandgemälde Fröhliche Bewegung von 1957 in der Ernst-Keil-Grundschule Höchberg erhalten.

## Ehrungen, Stipendien und Auszeichnungen
- 1952 (oder 1955) Stipendium des Kulturkreises im Bund der Deutschen Industrie (BDI)
- 1960/61 Stipendium der Villa Massimo[10]
- 1990: Kulturpreis des Bezirks Unterfranken[1]
- 1992: Kulturpreis der Stadt Würzburg[2][11]

## Ausstellungen (Auswahl)
Außer in Würzburg war Dieter Stein auch an Ausstellungen in Paris, Hamburg und Tokio beteiligt.
- 1959: Begleitschau für junge Talente zur documenta II, Kassel[6]
- 1969: Otto-Richter-Halle, Würzburg
- 1974: Städtische Galerie, Würzburg
- 1977: Otto-Richter-Halle, Würzburg
- 1978: Bahnhof Rolandseck, Rolandseck bei Remagen
- 1984: Dieter Stein – Günther Berger. Gemeinsame Arbeiten 1977 bis 1983. Bahnhof Rolandseck, Rolandseck bei Remagen
- 1985: Dieter Stein – Günther Berger. Gemeinsame Arbeiten 1977 bis 1983. Städtische Galerie, Würzburg
- 1986: Dieter Stein. Bilder und Zeichnungen. Günther Berger. Bleifiguren, gemeinsame Arbeiten. Otto-Richter-Halle, Würzburg
- 1987: Galerie in der Schulgasse, Eibelstadt
- 1989: Bahnhof Rolandseck, Rolandseck bei Remagen
- 1993: Rathaus, Veitshöchheim
- 1994: Galerie Art Spectrum, Würzburg
- 1999: Dieter Stein: Gezeichnete Kopien und Porträts. Bahnhof Rolandseck, Rolandseck bei Remagen
- 2000: Städtische Galerie, Würzburg
- 2001: vhs-Galerie, Würzburg
- 2002: Dieter Stein: Kurzer Rückblick und neue Bilder. Spitäle an der Alten Mainbrücke, Würzburg
- 2008: Altes und Neues - und Arbeiten von Freunden. Martin von Wagner Museum, Würzburg
- 2009: Dieter Stein und Freunde. vhs-Galerie, Würzburg[1]
- 2014:  Museum im Kulturspeicher, Würzburg[12]
- Von Oktober 2024 bis Februar 2025 wurde unter dem Titel Dieter Stein – „die Augen auswaschen“ eine Retrospektive von Steins Arbeiten im Würzburger Museum im Kulturspeicher gezeigt.[3]